# Lijst van spelers van Atlético Madrid
Deze pagina bevat een lijst met voetballers van Atlético Madrid en de periode dat ze daar actief waren.

## Belgen
- Toby Alderweireld (2013 - 2014)
- Thibaut Courtois (2011 - 2014)
- Yannick Ferreira Carrasco (2015 - 2018 en 2020-heden)
- Axel Witsel ( 2022-heden)

## Nederlanders
- Jimmy Floyd Hasselbaink (1999 - 2000)
- John Heitinga (2008 - 2009)
- Kiki Musampa (2003 - 2004)
- Memphis Depay (2023 - 2024)

## Spanjaarden
- Carlos Aguilera (jeugd, 1987 - 1993 en 1996 - 2005)
- Mario Álvarez (jeugd)
- Luis Aragonés (jeugd, 1964 - 1975)
- Javier Arizmendi (jeugd, 2003 - 2004 en 2005)
- Rubén Baraja (1996 - 2000)
- Isacio Calleja (1958 - 1972)
- Ignacio Camacho (jeugd)
- José Luís Caminero (1993 - 1998)
- Joan Capdevila (1999 - 2000)
- Lluís Carreras (2000 - 2003)
- Gonzalo Colsa (2001 - 2002 en 2004 - 2006)
- Álvaro Domínguez Soto (jeugd, 2008 - 2012)
- Donato (1988 - 1993)
- Quique Estebaranz (jeugd)
- Eusebio (1987 - 1988)
- Santiago Ezquerro (1996 - 1998)
- Ismael Falcón (2004 - 2008)
- Gabi (jeugd, 2004 - 2007 en 2011 - ?)
- Gárate (1966 - 1977)
- José Antonio García Calvo (2001 - 2006)
- David de Gea (jeugd, 2009 - 2011)
- Delfí Geli (1994 - 1999)
- Andoni Goikoetxea (1987 - 1990)
- Pablo Ibáñez (2004 - 2010)
- Javier Irureta (1967 - 1975)
- Antoni Jiménez (1999 - 2002)
- José Mari (1997 - 2000, 2002 - 2003)
- José Manuel Jurado (2006 - 2010)
- Julio Alberto (1977 - 1982)
- Kiko (1993 - 2001)
- Koke (2009 - ?)
- Marcos Llorente (2019-?)
- Sebastián Losada (1991 - 1992)
- Adrián López (2011 - ?)
- Antonio López (jeugd, 1999 - 2002 en 2004 - ?)
- Ricardo López (tweede elftal)
- Luis García (2002 - 2003 en 2007 - 2009)
- Fran Mérida (2010 - 2011)
- Miguel (2006 - 2009)
- Mista (2006 - 2008)
- José Francisco Molina (1995 - 2000)
- Javi Moreno (2002 - 2004)
- Nano (2003 - 2005)
- Mariano Pernía (2006 - 2010)
- Pichu (jeugd, 2004 - 2008)
- Raúl (jeugd)
- Raúl García (2007 - ?)
- Miguel Reina (1973-1980)
- José Antonio Reyes (2007 - 2012)
- Adelardo Rodríguez (1959 - 1976)
- Braulio Nóbrega Rodríguez (2004 - 2006)
- David Rodríguez (jeugd)
- Salva (2000 - 2001 en 2004 - 2005)
- Sergi (2002 - 2005)
- Julio Salinas (1986 - 1988)
- Sergio Sánchez (2000 - 2002 en 2003 - 2004)
- Miquel Soler (1991 - 1992)
- Mario Suárez (jeugd, 2005 - 2008 en 2010 - ?)
- Fernando Torres (jeugd, 2000 - 2007 en 2014 - ?)
- Juanfran (2011 - ?)
- Juan Valera (2005 - 2010)
- Juan Carlos Valerón (1998 - 2000)
- Juan Velasco (2004 - 2006)

## Argentijnen
- Sergio "Kun" Agüero (2006 - 2011)
- Éver Banega (2008 - 2009)
- Germán Burgos (2001 - 2004)
- José Chamot (1998 - 2000)
- Fabricio Coloccini (2002 - 2003)
- Juan Esnáider (1996 - 1997)
- Leo Franco (2004 - 2009)
- Luciano Galleti (2005 - 2007)
- Ariel Ibagaza (2003 - 2006)
- Mariano Pernía (2006 - 2010)
- Maxi Rodríguez (2005 - 2010)
- Eduardo Salvio (2010 - ?)
- Diego Simeone (1994 - 1997 en 2003 - 2005)
- Santiago Solari (1998 - 2000)
- luciano Vietto (2015- )

## Brazilianen
- Alemão (1987 - 1988)
- Paulo Assunção (2008 - ?)
- Cléber Santana (2007 - 2010)
- Diego Costa (2007 + 2010 - 2014)
- Diego (2011 - ?)
- Donato (1988 - 1993)
- Emerson (2002 - 2003)
- Fabiano Eller (2007 - 2008)
- Felipe(2019-?)
- Filipe (2010 - 2014 en 2015 - ?)
- Leivinha (1975 - 1979)
- Renan Lodi (2019-2022)
- Miranda (2011 - 2015)
- Thiago Motta (2007 - 2008)
- Juninho Paulista (1997 - 1999)
- Luís Pereira (1974-1980)
- Guilherme Siqueira (2014 - ?)
- Vavá (1958 - 1961)

## Bulgaren
- Ljoeboslav Penev (1995 - 1996)
- Martin Petrov (2005 - 2007)

## Colombianen
- Radamel Falcao (2011 - 2013)
- Jackson Martínez (2015 - ?)
- Luis Perea (2004 - 2012)
- Adolfo Valencia (1994 - 1995)

## Fransen
- Grégory Coupet (2008 - 2009)
- Thomas Lemar (2018 - ?)
- Peter Luccin (2004 - 2007)
- Larbi Ben Barek (1948 - 1954)
- Florent Sinama-Pongolle (2008 - 2010)
- Antoine Griezmann (2014 - 2019) en (2021 - heden)

## Italianen
- Christian Abbiati (2007 - 2008)
- Demetrio Albertini (2002 - 2003)
- Christian Vieri (1997 - 1998)
- Alessio Cerci (2014 - 2017)

## Paraguayanen
- Carlos Gamarra (1999 - 2000)
- Celso Ayala (1999 - 2000)

## Portugezen
- Costinha (2006 - 2007)
- Dani (2000 - 2003)
- Hugo Leal (1999 - 2001)
- Paulo Futre (1987 - 1993 en 1997 - 1998)
- Maniche (2006 - 2009)
- Tiago Mendes (2010 - ?)
- Simão Sabrosa (2007 - 2011)
- Zé Castro (2006 - 2008)

- Joao Felix (2019- )

## Serviërs
- Vladimir Jugović (1998 - 1999)
- Mateja Kežman (2005 - 2006)
- Milinko Pantić (1995 - 1998)

## Tsjechen
- Radek Bejbl (1996 - 2000)
- Tomáš Ujfaluši (2008 -2011)

## Uruguayanen
- Diego Alonso (2001 - 2002)
- Diego Forlán (2007 - 2011)
- Diego Godín (2010 - ?)
- Jorge da Silva (1985 - 1987)
- Jose Maria Gimenez (2013-heden)
- Luis Alberto Suárez  (2020-2022)

## Overig (Afrikanen)
- Quinton Fortune (1995 - 1999)
- Jorge Alberto Mendonça (1958 - 1967)
- Kiki Musampa (2003 - 2004)
- Larbi Ben Barek (1948 - 1954)

## Overig (Europeanen)

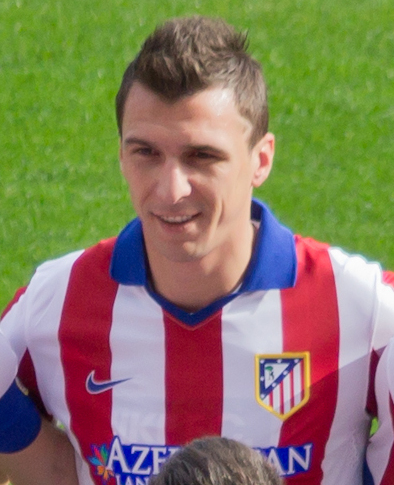
Mario Mandžukić.

- Cosmin Contra (2002 - 2004)
- Dan Ekner (1955 - 1956)
- Jesper Grønkjær (2004 - 2005)
- Daniel Wass
- Roman Kosecki (1993 - 1995)
- Mario Mandžukić (2014 - 2015)
- Jan Oblak (2014 - ?)
- Ljoeboslav Penev (1995 - 1996)
- Giourkas Seitaridis (2006 - 2009)
- Bernd Schuster (1990 - 1993)
- Kieran Trippier (2019-?)
- Arda Turan (2011 -2015)
- Sime Vrsaljko (2016- )
- Raphael Wicky (2000 - 2001)

## Overig (Latijns-Amerikanen)
- Raúl Jiménez (2014 - ?)
- Hugo Sánchez (1981 - 1985)